# Kana Osafune
Kana Osafune (長船 加奈?, Osafune Kana; Toyonaka, 16 ottobre 1989) è una calciatrice giapponese di ruolo difensore.

## Carriera

### Nazionale
Il 13 gennaio 2010, Osafune è convocata nella Nazionale maggiore in occasione di una partita contro Danimarca. In tutto, Osafune ha giocato 15 partite con la Nazionale nipponica riuscendo a segnare 2 gol.

## Statistiche

### Cronologia presenze e reti in nazionale
| Cronologia completa delle presenze e delle reti in nazionale ― Giappone | Cronologia completa delle presenze e delle reti in nazionale ― Giappone | Cronologia completa delle presenze e delle reti in nazionale ― Giappone | Cronologia completa delle presenze e delle reti in nazionale ― Giappone | Cronologia completa delle presenze e delle reti in nazionale ― Giappone | Cronologia completa delle presenze e delle reti in nazionale ― Giappone | Cronologia completa delle presenze e delle reti in nazionale ― Giappone | Cronologia completa delle presenze e delle reti in nazionale ― Giappone |
| Data                                                                    | Città                                                                   | In casa                                                                 | Risultato                                                               | Ospiti                                                                  | Competizione                                                            | Reti                                                                    | Note                                                                    |
| ----------------------------------------------------------------------- | ----------------------------------------------------------------------- | ----------------------------------------------------------------------- | ----------------------------------------------------------------------- | ----------------------------------------------------------------------- | ----------------------------------------------------------------------- | ----------------------------------------------------------------------- | ----------------------------------------------------------------------- |
| 13-1-2010                                                               | Coquimbo                                                                | Giappone                                                                | 1 – 0                                                                   | Danimarca                                                               | Bicentennial Women's Cup                                                | -                                                                       |                                                                         |
| 21-1-2010                                                               | Coquimbo                                                                | Giappone                                                                | 4 – 2                                                                   | Colombia                                                                | Bicentennial Women's Cup                                                | -                                                                       |                                                                         |
| 11-2-2010                                                               | Tokyo                                                                   | Giappone                                                                | 3 – 0                                                                   | Taipei cinese                                                           | Coppa dell'Asia orientale                                               | -                                                                       |                                                                         |
| 5-4-2012                                                                | Kobe                                                                    | Giappone                                                                | 4 – 1                                                                   | Brasile                                                                 | Amichevole                                                              | -                                                                       |                                                                         |
| 6-3-2013                                                                | Algarve                                                                 | Giappone                                                                | 0 – 2                                                                   | Norvegia                                                                | Algarve Cup 2013                                                        | -                                                                       |                                                                         |
| 13-3-2013                                                               | Algarve                                                                 | Giappone                                                                | 1 – 0                                                                   | Cina                                                                    | Algarve Cup 2013                                                        | -                                                                       |                                                                         |
| 26-6-2013                                                               | Staffordshire                                                           | Inghilterra                                                             | 1 – 1                                                                   | Giappone                                                                | Amichevole                                                              | -                                                                       |                                                                         |
| 26-9-2013                                                               | Chiba                                                                   | Giappone                                                                | 2 – 0                                                                   | Nigeria                                                                 | Amichevole                                                              | -                                                                       |                                                                         |
| 13-9-2014                                                               | Yamagata                                                                | Giappone                                                                | 5 – 0                                                                   | Ghana                                                                   | Amichevole                                                              | 1                                                                       |                                                                         |
| 15-9-2014                                                               | Incheon                                                                 | Giappone                                                                | 0 – 0                                                                   | Cina                                                                    | Giochi asiatici                                                         | -                                                                       |                                                                         |
| 18-9-2014                                                               | Incheon                                                                 | Giappone                                                                | 12 – 0                                                                  | Giordania                                                               | Giochi asiatici                                                         | -                                                                       |                                                                         |
| 26-9-2014                                                               | Hwaseong                                                                | Giappone                                                                | 9 – 0                                                                   | Hong Kong                                                               | Giochi asiatici                                                         | -                                                                       |                                                                         |
| 29-9-2014                                                               | Incheon                                                                 | Giappone                                                                | 3 – 0                                                                   | Vietnam                                                                 | Giochi asiatici                                                         | 1                                                                       |                                                                         |
| 1-10-2014                                                               | Incheon                                                                 | Giappone                                                                | 1 – 3                                                                   | Corea del Nord                                                          | Giochi asiatici                                                         | -                                                                       |                                                                         |
| 29-11-2015                                                              | Volendam                                                                | Paesi Bassi                                                             | 3 – 1                                                                   | Giappone                                                                | Amichevole                                                              | -                                                                       |                                                                         |
| Totale                                                                  |                                                                         | Presenze                                                                | 15                                                                      |                                                                         | Reti                                                                    | 2                                                                       |                                                                         |

## Palmarès

### Club
- Campionato giapponese: 1

Urawa Reds: 2020
- WE League Cup: 1

Urawa Reds: 2022-2023